# Хайнкел He 178
Heinkel He 178 е първият в света самолет с турбореактивен двигател. Първият полет е извършен на 27 август 1939 г.
Самолетът He 178 е разработен от фирма Ernst Heinkel Flugzeugwerke AG във Варнемюнде, Северна Германия, ръководена от Ернст Хайнкел. Основната му идея е била развитието на нови технологии и производството на авиационни двигатели от ново поколение.
Първият пилот на He 178 е Ерих Варзиц.
Въпреки че самолетът показва изключителни резултати при първите си тестове, Имперското министерство на въздухоплаването не показва интерес към този проект.
Технологията е използвана по-късно при разработването на Me 262 и He 280.